# العمود (ضباء)
العمود قرية تابعة لمحافظة ضباء التابعة لمنطقة تبوك، تحد محافظة ضباء من الجنوب وتبعد عنها حوالي 25 كيلو.